# Halorubrum virus HRPV1
Halorubrum pleomorphic virus 1 (HRPV1, Spezies  Alphapleolipovirus finnoniense, früher Alphapleolipovirus HRPV1, Haloarcula virus HRPV1) ist einzelsträngiges DNA-Virus (ssDNA-Virus) in der Virusfamilie Pleolipoviridae.
Seine Wirte sind Archaeen der Gattung Halorubrum aus der Klasse Halobacteria (Haloarchaeen), Phylum (Abteilung) Euryarchaeota. Indem, dass sein Genom ein DNA-Einzelstrang ist und es Archaaen infiziert ähnelte zur Zeit seiner Entdeckung keinem anderen damals bekannten Virus. Die Infektion scheint wie bei anderen Archaeen-Viren ohne finale Lyse (Auflösung und Zerstörung) des Wirts zu erfolgen, der Austritt der Nachkommen-Virionen erfolgt wahrscheinlich durch Knospung aus der Zellmembran.

## Aufbau
Die Virusteilchen (Virionen) sind pleomorph und haben eine äußere Lipid-Hülle. In der Hülle befinden sich zudem zwei Hauptstrukturproteine:
- VP3 – mit 15 kDa (Kilo-Dalton)
- VP4 – mit 53 kDa.

Das Genom scheint nicht mit einem Nukleoprotein assoziiert zu sein.
Das Spike-Protein (VP4) ist glykosyliert. Spike-Proteine befinden sich normalerweise in der Außenhülle eines Virusteilchens und helfen dem Erreger, in die Wirtszellen einzudringen. Die Lipidhülle der Virionen ist in der Zusammensetzung der des Wirts ähnlich. VP3 ist ein Membranprotein, das offenbar der äußeren Umgebung nicht ausgesetzt ist. Es könnte sein, dass es dazu dient, eine Art Schale um das Genom zu bilden, wie dies bei anderen Viren der Fall ist. Das ist allerdings bisher lediglich eine Vermutung.

## Genom

Karte des ssDNA-Genoms von HRPV1

Das Genom ist ein einzelsträngiges DNA-Molekül mit einer Länge von 7048 Basen. Es kodiert 9 Offene Leserahmen (Open Reading Frames, ORFs). Zwei davon kodieren für die Strukturproteine VP3 und VP4. Ein weiteres kodiertes Protein (VP8) scheint eine ATPase zu sein. Die Funktionen der übrigen Proteine sind noch nicht bekannt.

## Systematik
Beim Vergleich des Vermehrungszyklus (Eindringen in den Wirt sowie vermuteter Austritt durch Knospung), des Aufbaus der Virionen (Größe von VP3 und VP4) und des Genoms fällt die große Ähnlichkeit mit dem Haloarcula virus HHPV1 (auch Haloarcula hispanica pleomorphic virus 1 genannt, Spezies Alphapleolipovirus italiense) auf, obwohl letzteres ein doppelsträngigens Genom hat (Baltimore-Gruppe 1). Dies war der Grund, sie beide derselben Virusgattung Alphapleolipovirus (der Familie Pleolipoviridae) zuzuordnen. Die Bestätigung einer solchen Verwandtschaft machte eine Überarbeitung des damaligen Klassifizierungssystems von Baltimore nötig.